# Eurydike-Halbinsel
Die Eurydike-Halbinsel (bulgarisch полуостров Евридика poluostrow Ewridika) ist eine 7,4 km lange und 8 km breite Halbinsel an der Danco-Küste im Norden des Grahamlands auf der Antarktischen Halbinsel. Sie liegt zwischen der Recess Cove im Norden und dem übrigen Teil der Charlotte Bay im Süden. Sie endet im Sepúlveda Point im Norden und dem Meusnier Point im Westen.
Britische Wissenschaftler kartierten sie 1978. Die bulgarische Kommission für Antarktische Geographische Namen benannte sie 2013 nach der thrakischen Dryade Euridike, Gattin des Orpheus.